# Secernentea
Secernentea (též Phasmida) je rozsáhlá třída z kmene hlístice (Nematoda). Řadí se k ní všechny hlístice vyjma třídy Adenophorea. Jsou to často významní parazité a mnozí napadají i člověka, ale někteří (např. známá Caenorhabditis elegans) jsou neškodní.

## Popis
Zástupci třídy Secernentea mají na rozdíl od zástupců skupiny Adenophorea tzv. fasmidy, typ jednobuněčných smyslových orgánů v koncové části těla hlístice.

## Klasifikace
Secernentea zahrnuje následující řády:
- Aphelenchida
- škrkavice (Ascaridida)
- Oxyurida
- háďata (Rhabditida)
- spirury (Spirurida)
- měchovci (Strongylida)
- háďátka (Tylenchida)